# فیلیپ سگور
فیلیپ سگور (به فرانسوی: Philippe Ségur) نویسنده قرن بیستم میلادی اهل فرانسه است.